# Toby Roth
Tobias Anton "Toby" Roth, född 10 oktober 1938 i Strasburg, North Dakota, är en amerikansk republikansk politiker. Han representerade delstaten Wisconsins 8:e distrikt i USA:s representanthus 1979-1997.
Roth avlade 1961 kandidatexamen vid Marquette University i Milwaukee. Han var ledamot av Wisconsin State Assembly, underhuset i delstatens lagstiftande församling, 1972-1978. Efter nio mandatperioder i USA:s representanthus ställde han inte längre upp till omval. Han bor numera i Great Falls, Virginia.